# Книгопечатание в Дунайских княжествах
Книгопечатание начало развиваться в Валахии, Молдавии и Трансильвании в XVI—XVII веках.
Книгопечатание впервые было введено в Валахии господарём Раду Великим. По его указу монах Макарий из Черногории, обученный мастерству книгопечатания в Венеции, издаёт в 1508 году «Служебник», а затем в 1510 году «Октоих», и в 1512 году «Тырговиштское четвероевангелие». Эти три книги были напечатаны на церковнославянском языке. Печатание книг возобновлено в середине XVI в., когда в Тырговиште работал сербский печатник Дмитрий Любавич, трудами которого были выпущены «Молитвенник» (1545 г.) и «Апостол» (1547 г.) на церковнославянском языке. Некоторые книги были напечатаны по заказу молдавского господаря Ильи Рареша (Апостол и Четвероевангелие). Значительную роль в распространении румынской печатной книги принадлежит дьякону Кореси. В Брашове он издал серию церковных книг: «Евангелие» (1561), «Псалтырь» (1570), «Литургический сборник» (1570), «Сказание» (1581) и др.
Важным этапом в развитии культуры был постепенный переход с XVI в. к использованию румынского языка в переписке и
делопроизводстве, а затем и в богослужении. Его распространению в письменной культуре способствовало появление книгопечатания. С изданием печатником Филлипом Молдовянул в 1544 г. в Сибиу «Румынского катехизиса» начинается переход от церковнославянского языка из богослужения в Валашском и Молдавском княжествах.
В 1530 г. была основана типография в городе Сибиу, где была напечатана работа Себастиана Паушнера «Трактат о чуме» и
первая известная книга на румынском — «Румынский катехизис». Крупнейшая в Трансильвании типография существовала
в Брашове. Здесь в 1535—1549 гг. были выпущены 37 книг на латинском, греческом и немецком языках. В середине XVI в. Гаспар Хелтай основал типографию в Клуже, где печатались книги на латыни и венгерском. Типографии действовали также в Орадя, Алба-Юлии, Абруде, Орэштие. Во второй половине XVI в. центром румынского книгопечатания стал Брашов. В Брашове увидели свет такие румынские книги, как «Четвероевангелие», «Апостол», «Литургия», «Псалтырь», учительные евангелия. Написанные под влиянием лютеранства и кальвинизма, они остаются памятниками переходом румынского языка, который был положен в основу румынского литературного языка.
Типографии занимались книгопечатанием под покровительством господарей и церквей. В период правления господарей Матея Басараба, Василе Лупу, Шербана Кантакузино и Константина Брынковяну особо тщательно уделялось внимание переводу и печатанию книг на румынском языке. Господарь Мунтении Матей Басараб открывает типографии в Кымпулунг (1637). При монастыре Говора типография начала действовать в 1637 г., потом она была перемещена в монастырь Дялу под Тырговиште, где работала до 1652 г. Из-за политической нестабильности наступает перерыв в книгопечатании, которое возобновляется в 1678 году с открытием новой типографии в Бухаресте. Во время правления другого валашкого господаря Константина Брынковяну было создано ещё четыре типографии. Особую роль в румынском книгопечатании сыграл митрополит Антим Ивирянул. К концу века открываются типографии в Бузэу (1691—1706) — при епископстве, под покровительством Антима Ивиряну, и в Снагове (1696—1701). В 1705—1707 гг. действовали типография в Рымнику-Вылче, под покровительством все того же Антима Ивиряну, а также в Тырговиште (1708—1719).
Если в Валахии печатание книг стало практикой в XVI веке, то в Молдавском княжестве этот вид деятельности стал распространяться только лишь при господаре Василе Лупу. При помощи киевского митрополита Петра Могилы, из Киева была доставлена первая в Молдове типография, которая начинает действовать с 1642 года. Располагалась она при монастыре Трёх Святителей в Яссах. Первой изданной книгой в этой типографии стала религиозная книга, сьорник проповедей — «Казания» 1643 года, митрополита Молдовы Варлаама. Здесь же в 1646 году была издана «Картя румыняскэ де ынвэцэтурэ» ("Румынская книга учений"), памятник феодального права, который регламентировал отношения между феодалами и крепостными. Но из-за политических неурядиц середины XVII века деятельность молдавской типографии была прекращена. Во второй половине XVII в. книгопечатание развивалось усилиями господаря Дуки Водэ и митрополита Дософтея, который
в 1679 г. вновь открыл типографию Василия Лупу. В 1679 г. начал работать типографский станок, привезенный из России (1681—1686) Московским патриархом Иоакимом, по просьбе Дософтея. Молдове типографий было меньше, чем в Валахии, но они всё-равно получали распространение по всему православному миру.
В это время в Трансильвании основное место книгопечатания перемещается из Сибиу и Клужа в Алба-Юлию, где в 1622 году Габриэль Бетлен основал типографию при академическом колледже. В 1639 г. была открыта отделение, которое издавало книги на румынском. На конец XVII века, особо отличившимся в книгопечатном деле Трансильвании стал книгопечатник Михай Штефан, который был направлен господарём Мунтении Константином Брынковяну.
Рост количества напечатанных книг и доступность такой литературы привело к созданию первых библиотек. Первоначально это были библиотеки при учебных заведениях (колледж в Алба-Юлии, господарская школа Святого Саввы и другие). Также библиотеки были и частными, принадлежавшими боярским семьям, таким как семейство Кантакузино, Маврокордат и др.
К 1688 году относится публикация в Бухаресте Библии, переведенной на румынский язык валашскими книжниками братьями Раду и Шербаном Гречану. Эта книга сыграла одну из решающих ролей в развитии румынского языка. Развитие книгопечатного дела в Валахии, Молдове и Трансильвании стало одним из важных шагов в культурном развитии автохтонного населения этих княжеств, а перевод на родной язык для большинства населения книг со старославянского, греческого, латинского и других языков сохранял, в том числе православие, которое старалось сохраниться из-за давления католицизма и протестантизма.